# Товузский городской стадион
Товузский городской стадион (азерб. Tovuz şəhər stadionu) — главный стадион города Товуз (Азербайджан), открытый в 1979 году. Является домашней ареной футбольного клуба ФК «Туран» Товуз.

## История

### Советский период
Стадион был сдан в эксплуатацию 5 сентября 1979 года. В день открытия на нем была проведена товарищеская встреча между командами «Мехсул» и «Нефтчи». Первая реконструкция стадиона была проведена через два года после открытия, в 1981 году.

### Новая история
В 1992 году, учредитель футбольного клуба «Туран» Товуз — Видади Асадов, наряду с созданием и формированием команды, провел ремонтно-строительные работы на стадионе. Впервые была проведена дренажная система и установлена крыша над трибунами. В 2004 году, уже под руководством Тахира Юсифова была достроена база на территории стадиона и было установлено 6500 кресел.

### Новейшая история
В настоящее время на территории стадиона продолжаются реконструкционные работы. Травяное покрытие заменено на искусственное, продолжается строительство двух вспомогательных тренировочных полей. Отремонтирована VIP ложа, сданы в эксплуатацию заново построенные пресс-комнаты. На территории стадиона будут установлены 4 IP камеры, при помощи которых будет вестись интернет трансляция на весь мир.

## Лицензирование
В ноябре 2013 года Ассоциация футбольных федераций Азербайджана обратилась к ФИФА с просьбой лицензировать Товузский городской стадион. Всемирная организация положительно ответила на запрос азербайджанской стороны и присвоила арене категория в две звезды. Товуский стадион стал первым обладателем сертификата такого уровня, полученного стадионом с искусственным газоном в регионах Азербайджана. При этом установка искусственного покрытия была профинансирована со стороны АФФА, а также на средства выделенные УЕФА на развитие детского футбола в Азербайджане.

## Адрес
Стадион расположен по адресу: город Товуз, улица Гейдара Алиева, AZ6000.